# Basjkirer

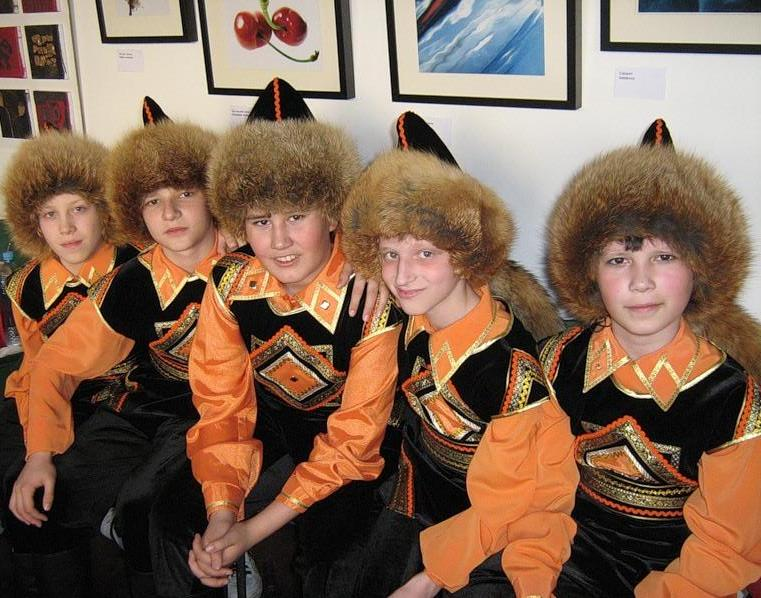
Basjkirer.

Basjkirer är ett turkfolk om uppskattningsvis ungefär 1,8 miljoner, som främst bebor området mellan Volga och Ural, i huvudsak Basjkirien, där de utgör omkring 22 % av befolkningen, men även i Tatarstan, krajet Perm, oblasten Tjeljabinsk, Orenburg, Kurgan, Sverdlovsk, Samara och Saratov, i Ryssland. Det bor 1 673 389 i Ryssland (enligt uppgift från 2002), varav ungefär 900 000 i Basjkirien (uppgift enligt 1989). I övrigt finns de även i Uzbekistan (35 000 enligt uppgift från 1989; 41 000 enligt senare uppgift) och Kazakstan (45 000 enligt 1989; 24 000 enligt 1999), samt på andra håll i Centralasien (uppemot 20 000 räknades 1989 som i Turkestan). De är till religionen främst sunnimuslimer och talar främst basjkiriska.
Basjkirerna invandrade troligen till Basjkirien på 400-talet, underkuvades 1241 av mongolerna och gav sig 1556 frivilligt under Ryssland, mot att de för alltid tillförsäkrades rätten till sitt land. Under 1600-talet började trots det ryska kolonisatörer slå sig ned inom deras område. De levde länge som halvnomadiska boskapsskötare. Från 1874 tjänstgjorde basjkiriska ryttare som irreguljärt rytteri vid den ryska gränsbevakningen vid Uralfloden.